# Lasionycta lagganata
Lasionycta lagganata är en fjärilsart som beskrevs av Barnes och Benjamin 1924. Lasionycta lagganata ingår i släktet Lasionycta och familjen nattflyn. Inga underarter finns listade i Catalogue of Life.

## Bildgalleri

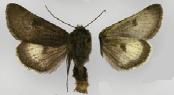